# 极限烫衣

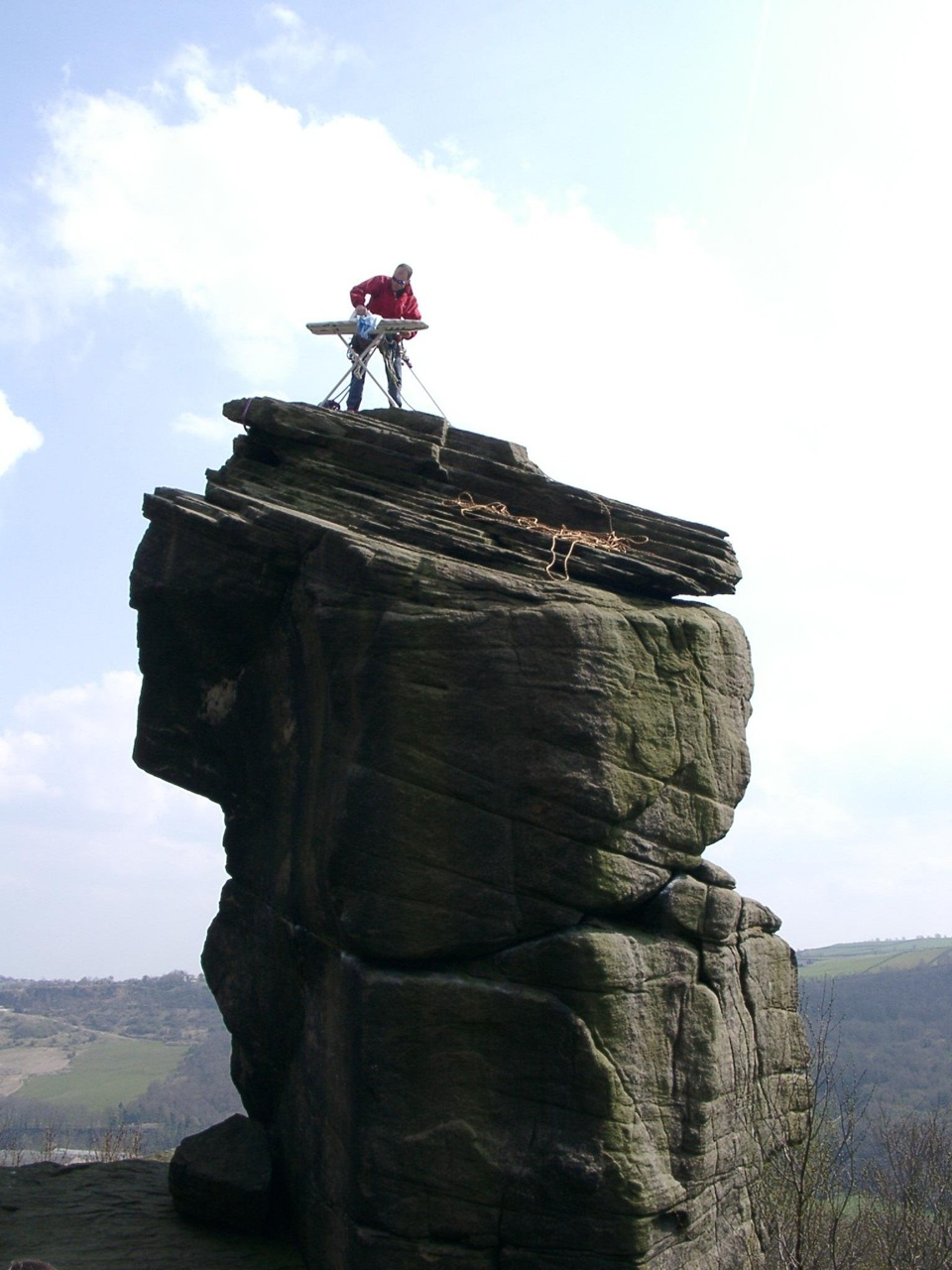
一名挑戰者正在進行極限燙衣

极限烫衣（英語：Extreme ironing）是一種极限运动。参赛者带著衣服、熨斗和燙衣板攀登险峻的山峰、潜入水中、在雪地中、在沙漠裡、把自己拴在悬崖之间的钢丝绳上进行烫衣，这种运动据说能结合户外运动的挑战性和烫衣服的温馨。 
台湾公共电视《公视人生剧展 （页面存档备份，存于）》曾播出以极限烫衣为题材的小品《极限烫衣板》，由李佳穎和李國毅主演。